# Augusto Olliaro
Augusto Olliaro (Casale Monferrato, 21 giugno 1915 – ...) è stato un calciatore italiano, di ruolo difensore.

## Carriera
Esordì in Serie B il 9 ottobre 1938 in Casale-Spal 2-1.
Nel dopoguerra giocò nella Torrese di Torre Annunziata, con cui disputò due campionati di Serie B consecutivi dal 1946 al 1948, per complessive 56 presenze e 3 reti, che portano a un totale di 63 gare giocate in cadetteria.
Successivamente giocò due stagioni nella Casertana.

## Statistiche

### Presenze e reti nei club
| Stagione         | Squadra          | Campionato       | Campionato | Campionato | Coppe nazionali | Coppe nazionali | Coppe nazionali | Altre coppe | Altre coppe | Altre coppe | Totale | Totale |
| Stagione         | Squadra          | Comp             | Pres       | Reti       | Comp            | Pres            | Reti            | Comp        | Pres        | Reti        | Pres   | Reti   |
| ---------------- | ---------------- | ---------------- | ---------- | ---------- | --------------- | --------------- | --------------- | ----------- | ----------- | ----------- | ------ | ------ |
| 1938-1939        | Casale           | B                | 7          | 0          |                 |                 |                 |             |             |             | 7      | 0      |
| 1946-1947        | Torrese          | B                | 29         | 0          |                 |                 |                 |             |             |             | 29     | 0      |
| 1947-1948        | Torrese          | B                | 27         | 3          |                 |                 |                 |             |             |             | 27     | 3      |
| Totale Torrese   | Totale Torrese   | Totale Torrese   | 56         | 3          |                 |                 |                 |             |             |             | 56     | 3      |
| 1949-1950        | Casertana        | P                | ?          | ?          |                 |                 |                 |             |             |             | ?      | ?      |
| 1950-1951        | Casertana        | C                | 2+         | ?          |                 |                 |                 |             |             |             | 2+     | ?      |
| Totale Casertana | Totale Casertana | Totale Casertana | 2+         | ?          |                 |                 |                 |             |             |             | 2+     | ?      |
| Totale carriera  | Totale carriera  | Totale carriera  | 65+        | 3          |                 |                 |                 |             |             |             | 65+    | 3      |